# Rhantus riedeli
Rhantus riedeli là một loài bọ cánh cứng trong họ Bọ nước. Loài này được Balke miêu tả khoa học năm 2001.

## Hình ảnh

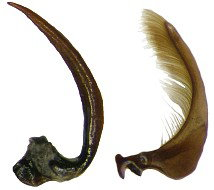